# امیکرون دلو
امیکرون دلو یک ستاره است که در صورت فلکی دلو قرار دارد.